# Turkey Open 1975
Il Turkey Open 1975 è stato un torneo di tennis. È stata l'8ª edizione del torneo, facente parte del Commercial Union Assurance Grand Prix 1975. Il torneo si è giocato a Istanbul in Turchia dal 14 al 20 luglio 1975.

## Campioni

### Singolare maschile
Colin Dowdeswell ha battuto in finale  Ferdi Taygan con il punteggio di 6–1, 6–4, 6–2

### Doppio maschile
Colin Dibley /  Thomaz Koch hanno battuto in finale  Colin Dowdeswell /  John Feaver per 6–2, 6–2, 6–2